# Sofia von Litauen

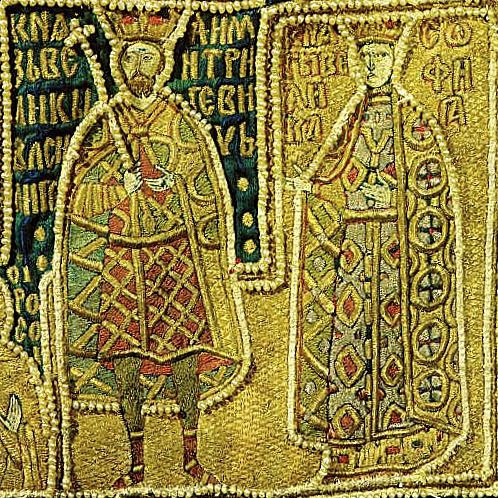
Sofia mit ihrem Mann

Sofia Vytautaitė (* 1371 in Trakai; † 15. Juni 1453 in Moskau) war Großfürstin von Moskau. 

## Leben
Ihr Vater war Vytautas der Große (1350–1430), Feldherr, Großfürst von Litauen. Ihre Mutter war Ona Vytautienė (1370–1418). 1391 heiratete Sofia  den Großfürsten von Moskau Wassili I. und wurde später Vormund von dessen Sohn Wassili II. (damals  betrieb ihr Vater Vytautas eine Stabilisierungspolitik in den russischen Ländern). Sie übernahm nach dem Tod ihres Mannes auch die Vormundschaftsregierung für ihren gemeinsamen Sohn Wassili II. (* 1415).